# Živalski vrt
Živalski vrt (tudi zoološki vrt ali ZOO) je območje, kjer se skrbi za živali, zlasti divje, tako da jih lahko ljudje gledajo ali preučujejo. 
Pojem zoološki vrt se nanaša na vejo biologije zoologijo, ki izvira iz grščine Ζωο (»žival«), in λογος (»proučevanje«). Ta izraz je bil prvič uporabljen leta 1828 za Londonski živalski vrt, in so ga kmalu skrajšali v kratico »ZOO«.